# Scoliodon laticaudus
Scoliodon laticaudus – gatunek małego rekina z rodziny żarłaczowatych (Carcharhinidae). Występuje w tropikalnych wodach przybrzeżnych Oceanu Indyjskiego oraz północno-zachodniego Oceanu Spokojnego, na głębokości nie przekraczającej 13 metrów. Preferuje akweny o skalistym dnie. Spotykany niekiedy w dolnych biegach rzek Malezji, Sumatry i Borneo, choć brakuje szczegółowych danych na temat tolerancji zasolenia dla potwierdzenia amfidromizmu tego gatunku. Ma wrzecionowaty, lekko zbudowany korpus z charakterystyczną wydłużoną głową z ostro zakończonym pyskiem, dużymi oczami i podłużnymi szeroko rozstawionymi nozdrzami. Grzbiet rekina jest barwy jasno lub ciemnoszarej z ciemniejszymi odbarwieniami, spód i boki są białe lub srebrne. Dorosłe osobniki osiągają długość nieco ponad 80 centymetrów. Samice są zwykle większe od samców.
Podobnie jak inne żarłaczowate jest żyworodny. Gatunek ten jest prawdopodobnie najbardziej zaawansowanym gatunkiem spodoustych pod względem sposobu rozmnażania oraz jednym z najszybciej osiągających dojrzałość płciową gatunków rekinów. Kopulacja odbywa się za pomocą pterygopodium, narządu płciowego samca. Po trwającej około 5–6 miesięcy ciąży samica rodzi od 6 do 18 młodych, mierzących 12–15 cm. Dieta tego rekina składa się głównie z małych ławicowych ryb kostnoszkieletowych, głowonogów, ustonogów, krewetek i krabów. Wśród pasożytów tego gatunku wyróżnia się widłonogi, nicienie, przywry monogeniczne oraz tasiemce gnieżdżące się w sercu oraz jelitach.
Poławia się go na wszystkich obszarach występowania w celach handlowych i konsumpcyjnych. Cenione jest zwłaszcza jego mięso; płetwy i inne fragmenty nie mają większego ekonomicznego znaczenia. Przez Międzynarodową Unię Ochrony Przyrody (IUCN) wpisany został do Czerwonej księgi gatunków zagrożonych jako gatunek bliski zagrożenia (NT). Poza możliwością przełowienia zagrożeniem dla tego gatunku jest również intensywny ekonomiczny i przemysłowy rozwój stref przybrzeżnych, który wpływa na degradację naturalnych siedlisk tego rekina.

## Taksonomia i filogenetyka

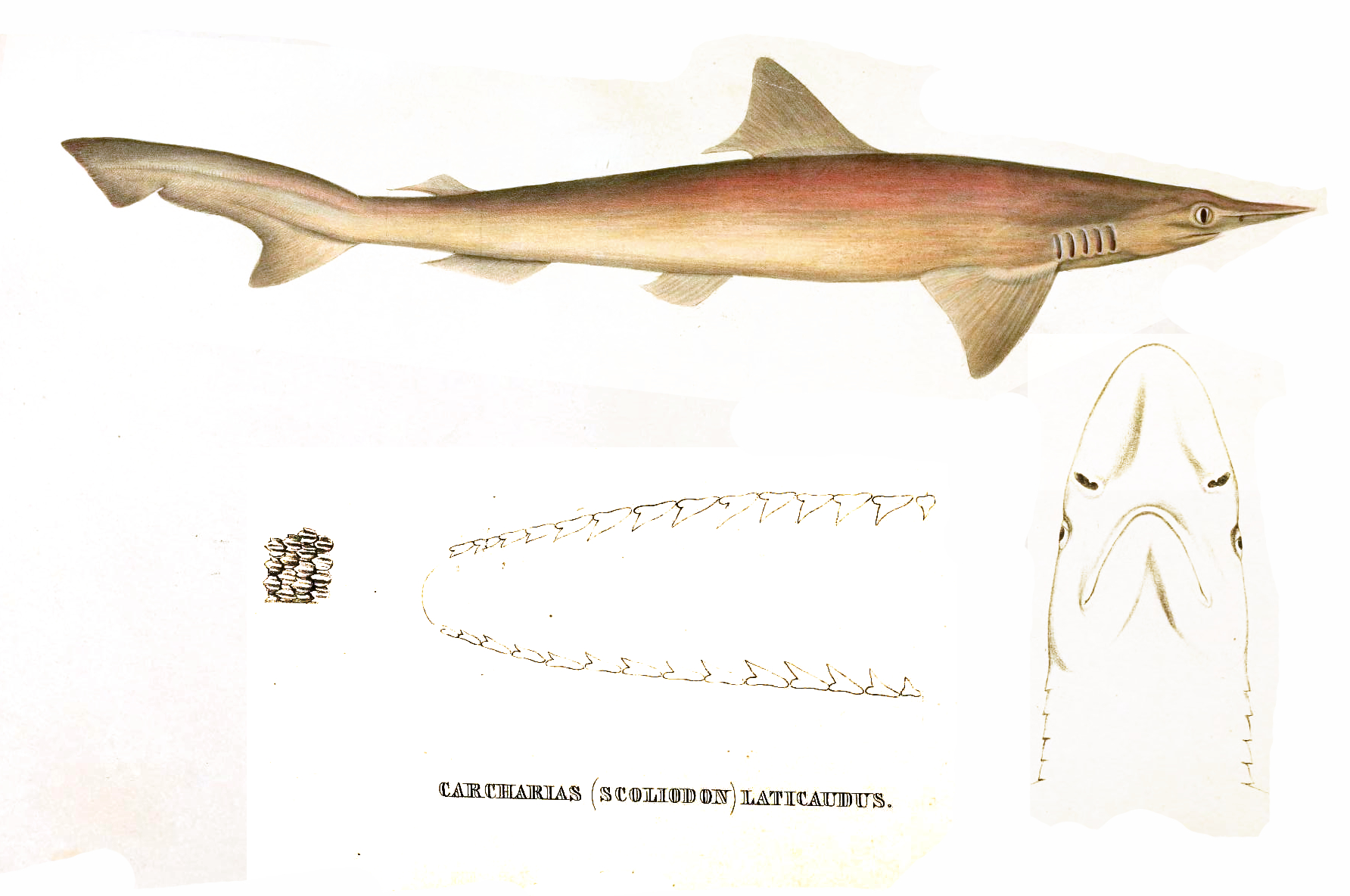
Rycina przedstawiająca S. laticaudus z pracy Müllera i Henle.

Gatunek ten został po raz pierwszy opisany w 1838 roku przez niemieckich biologów Johannesa Petera Müllera i Friedricha Gustava Jakoba Henle w pracy Systematische Beschreibung der Plagiostomen. Okazem typowym (holotypem) jest mierzący 42 cm osobnik oznaczony numerem katalogowym ZMB 7830, przechowywany w zbiorach Muzeum Historii Naturalnej w Berlinie. Nazwa rodzajowa Scoliodon jest połączeniem greckich słów "skolios" (skośny) i "odonos" (ząb). Epitet gatunkowy pochodzi od łacińskich słów latus (szeroki) i cauda (ogon).
W 1852 roku holenderski ichtiolog Pieter Bleeker opisał nowy gatunek, Carcharias macrorhynchos. Niemiecki zoolog Albert Günther w 1870 roku w nieopublikowanym manuskrypcie uznał go za synonim S. laticaudus, co później potwierdził sam Bleeker. William White i inni w 2010 roku dowiedli ważność taksonu S. macrorhynchos. Co więcej, molekularna analiza rodzaju Scoliodon wykazała, że dzieli się on na trzy gatunki: S. laticaudus występujący u wybrzeży Indii, Pakistanu i Sri Lanki, S. macrorhynchos zamieszkujący zachodnio-centralny Pacyfik oraz trzeci takson występujący w Zatoce Bengalskiej oraz wodach zachodniej Tajlandii (pasujący do opisu S. muelleri). Wszystkie trzy gatunki posiadają wiele wspólnych cech morfologicznych, lecz analiza molekularna sekwencji DNA wykazuje znaczne rozbieżności mitochondrialnego markera NADH2 (podjednostka 2 dehydrogenazy NADH).
Analiza filogenetyczna bazująca na morfologicznych i molekularnych danych przeprowadzona przez Jeffreya Carriera i innych w 2004 roku wykazała, że rodzaj Scoliodon jest jednym z bardziej bazalnych spośród przedstawicieli rodziny żarłaczowatych, obok rodzajów Rhizoprionodon i Galeocerdo. Badania przeprowadzone przez Gavina Naylora i innych w 2012 roku wskazują, że S. laticaudus i S. macrorhynchus są najbliżej spokrewnione z Loxodon macrorhinus i wraz z nim tworzą wspólny klad z rodzajem Rhizoprionodon. Ponadto podobieństwa anatomiczne wskazują, że rekin ten spośród żyjących gatunków jest taksonem najbliższej spokrewnionym z młotowatymi, które na drodze ewolucji oddzieliły się od żarłaczowatych w okolicy środkowego eocenu (lutet – barton, 48,6 – 37,2 Ma)

## Występowanie i środowisko
Większość prac i publikacji podaje, że rekin ten zamieszkuje przybrzeżne wody Oceanu Indyjskiego oraz północno-zachodniego Oceanu Spokojnego. Spotykany jest u wybrzeży Tanzanii, Kenii, Somalii, Jemenu, Omanu na zachodzie, u wybrzeży Iranu, Pakistanu, Indii, Bangladeszu, Birmy, Tajlandii, Malezji i Indonezji na północy oraz w wodach przybrzeżnych Kambodży, Wietnamu, Chin, Japonii i Korei Południowej na wschodzie. Istnieją pojedyncze doniesienia o wyłowieniu tego gatunku w wodach północnej Australii.
Analiza molekularna przeprowadzona w 2010 roku wskazuje, że rodzaj Scoliodon nie jest monotypowy, lecz dzieli się na trzy gatunki, co dowodzi, że rzeczywisty obszar występowania tego gatunku jest mniejszy, niż sądzono. White i inni podają dla S. laticaudus wybrzeża Indii, Pakistanu i Sri Lanki, nie wykluczając innych obszarów występowania. Możliwe, że na jednym rejonie występuje więcej niż jeden gatunek. Dla potwierdzenia tych informacji potrzebne są kolejne badania.
Rekin ten preferuje płytkie przybrzeżne wody o skalistym dnie, zwykle nie przekraczające 10–13 metrów głębokości. S. laticaudus spotykany jest w dolnych biegach rzek Malezji, Sumatry i Borneo, jednak z uwagi na brak informacji dotyczących zasolenia wód na tych obszarach nie potwierdzono, czy jest to gatunek amfidromiczny – przystosowany do życia w wodzie słodkiej i słonej (podobnie jak żarłacz tępogłowy).

## Cechy morfologiczne

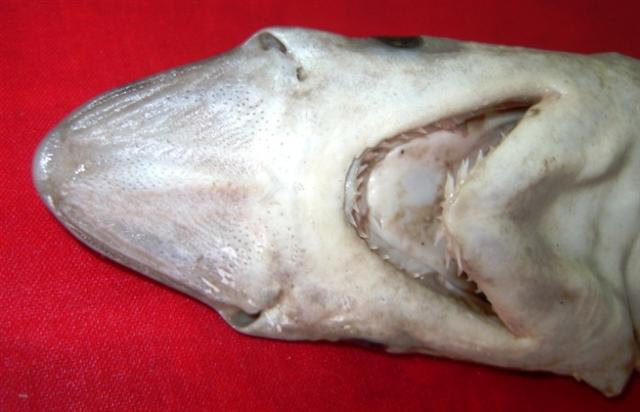
Spodnia część pyska osobnika wyłowionego u wybrzeży Pakistanu.

Rekin ten posiada wrzecionowaty, wydłużony, lekko zbudowany korpus. Cechą charakterystyczną tego gatunku jest wydłużona wąska głowa o ostro zakończonym pysku (stąd angielska nazwa "spadenose shark" – rekin łopatonosy) ze stosunkowo dużym, V-kształtnym otworem gębowym. W szczęce i żuchwie mieści się kilka rzędów zębów (zwykle 2–4). Pierwszy z nich ułożony jest pionowo, a każdy kolejny coraz bardziej pochylony ku tyłowi. W razie utraty któregoś z zębów na jego miejsce przesuwa się następny z kolejnego rzędu. Trzon górnych zębów jest masywny i trójkątny o gładkich krawędziach po obu stronach, podstawa jest szeroka, bocznie spłaszczona. Niewiele mniejsze dolne zęby posiadają gładkie ostre krawędzie, szeroki trzon i szerszą podstawę w stosunku do szczytu zęba. Zarówno górne jak i dolne zęby są mocno zakrzywione na boki (w kierunku spojenia szczęk). Zęby żuchwy u samców są większe i mniej zakrzywione niż u samic. W szczęce mieści się 25–33 zębów, w żuchwie 24–34. Podłużne, duże nozdrza osadzone są po bokach pyska – bliżej otworu gębowego, niż szczytu pyska – posiadają małe trójkątne fałdy skórne. Stosunkowo duże, okrągłe oczy wyposażone są w fałdy półksiężycowate spojówek (ochraniające migotkę). Źrenice są zwężone i wydłużone wertykalnie. Za nimi znajdują się niewielkie owalne tryskawki. Rekin ten posiada pięć niedużych równych szczelin skrzelowych. Na spodzie pyska widoczne są liczne elektroreceptory zwane ampułkami Lorenziniego.
Ostro zakończona, stosunkowo niska, trójkątna pierwsza płetwa grzbietowa ma małą wolną dalszą końcówkę. Kształtem przypomina łagodnie wygięty ku tyłowi sierp. Mniejsza druga płetwa grzbietowa ma romboidalny kształt i szeroką podstawę. Umiejscowiona jest tuż nad dystalnym końcem płetwy odbytowej. Pomiędzy płetwami grzbietowymi widoczny wyraźny międzygrzbietowy łuk. Płetwy piersiowe są stosunkowo małe, choć szerokie, z mocno zagiętą dystalną krawędzią. Ulokowane są tuż za ostatnią parą szczelin skrzelowych. Małe płetwy brzuszne, podobnie jak druga grzbietowa, mają romboidalny kształt i szeroką podstawę. U samca z wewnętrznej, tylnej części płetw brzusznych wykształcił się narząd kopulacyjny zwany pterygopodium. Płetwa odbytowa jest większa od płetw brzusznych i drugiej płetwy grzbietowej. Jej proksymalna krawędź jest kilkukrotnie krótsza od dystalnej. Na końcu ogona mieści się proporcjonalnie mała, heterocerkiczna, asymetryczna płetwa ogonowa. Na końcu jej górnego łuku, kilkukrotnie dłuższego od dolnego, mieści się duży szeroki zaokrąglony fałd skórny poprzedzony wyraźnym wcięciem.

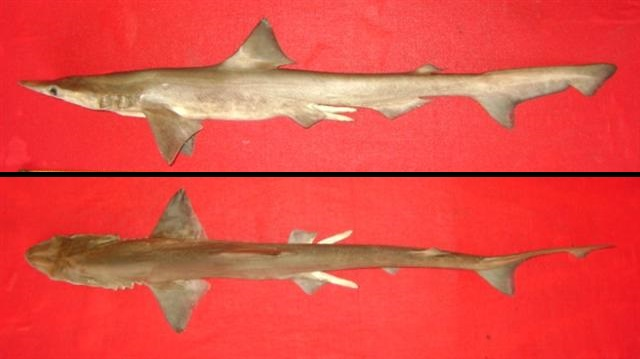
Mierzący 50 cm osobnik wyłowiony u wybrzeży Pakistanu.

Pokrywające skórę romboidalne, połyskujące łuski plakoidalne są drobne – o długości nie przekraczającej 0,7 mm. Grzbiet rekina ma jasno- lub ciemnoszarą barwę, niekiedy z ciemniejszymi odbarwieniami. Spód i boki są nieco jaśniejsze, barwy białej lub srebrnej. Górny płat płetwy ogonowej oraz proksymalna krawędź płetwy grzbietowej są ciemniejsze od korpusu (często koloru czarnego). Samce osiągają zazwyczaj do 70 cm długości, samice są większe i mogą mierzyć nawet 84 cm (wielkość jest cechą dymorfizmu płciowego). Compagno (1984) oraz Bouhlel (1988) podają dla tego gatunku długość 100 cm, która została podważona przez White i innych w 2010 roku. Istnieją inne niepotwierdzone dane na temat osobników mierzących 1,2 m. Dorosłe osobniki osiągają masę 5 kilogramów.

## Ekologia i zachowanie
Głównym składnikiem diety S. laticaudus są małe ławicowe ryby kostnoszkieletowe z rodziny sardelowatych, babkowatych, jaszczurnikowatych i Bregmacerotidae. Odżywia się również skorupiakami w tym krabami, ustonogami i krewetkami (Metapenaeus i Penaeus) oraz mątwami. Wśród pasożytów wewnętrznych tego gatunku wyróżnia się nicienie (Anisakis simplex, Ascaridia i Echinocephalus scoliodonti) oraz tasiemce z rzędów Tetraphyllidea (Phyllobothrium bombayensis, Phyllobothrium visakhapatnamensis i Ruhnkecestus latipi), Trypanorhyncha (Heteronybelinia perideraeus, Hornelliella palasoorahi, Nybelinia indica, Nybelinia lingualis i Poecilancistrium caryophyllum), Lecanicephalidea (Polypocephalus indicus) i Proteocephalidea (Vermaia sorrakowahi). Larwy tasiemców bytują w skorupiakach, rybach kostnoszkieletowych i głowonogach. Po zjedzeniu ich przez rekina tasiemiec rozwija się w formę dorosłą. Tetraphyllidea zagnieżdżają się w zastawce spiralnej serca, podczas gdy Trypanorhyncha, Lecanicephalidea i Proteocephalidea żyją w górnym fragmencie jelita. Na skórze spotyka się przywry monogeniczne z gatunku Loimos secundus oraz widłonogi (Nesippus crypturus, Nesippus orientalis i Pseudopandarus gracilis).

### Cykl życiowy

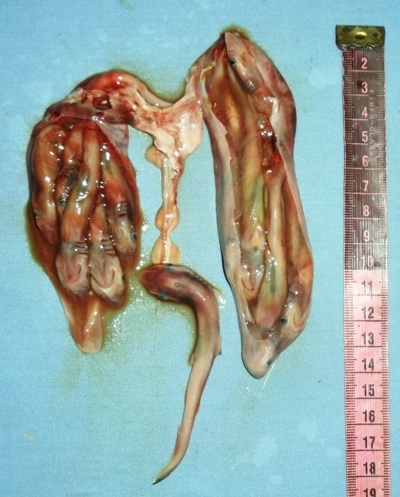
Macica samicy wyłowionej w maju 2014 roku zawierająca 18 młodych.

Podobnie jak inne żarłaczowate, jest żyworodny. Gatunek ten jest prawdopodobnie najbardziej zaawansowanym gatunkiem spodoustych pod względem sposobu rozmnażania. Samce dojrzewają płciowo po osiągnięciu 24–36 centymetrów długości, samice po osiągnięciu 33–35 cm. Jest to jeden z najszybciej osiągających dojrzałość płciową gatunków rekinów – okres ten trwa zwykle od pół roku do dwóch lat. Gody mają miejsce przez cały rok. W tym okresie pobudzone samce uporczywie próbują doprowadzić do kopulacji, często w sposób agresywny, gryząc samicę w okolicy płetwy grzbietowej i płetw piersiowych. Jest to typowe zachowanie dla żarłaczowatych. Kopulacja ma miejsce w płytkich przybrzeżnych wodach i odbywa się za pomocą pterygopodium, narządu wykształconego z dystalnych fragmentów płetw brzusznych samców. Świeżo wytworzone w jajnikach jaja mierzą jedynie 1 mm (najmniejsze spośród wszystkich gatunków rekinów), a zarodek w chwili połączenia z macicą matki mierzy zaledwie 3 mm. Embriony w ciele matki zużywają zapasy żółtka z pęcherzyka żółtkowego, który później łączy się ze ścianą macicy, tworząc tzw. łożysko żółtkowe. Z uwagi na nikłe ilości żółtka w jajach bardzo szybko następuje połączenie z tkankami macicy matki. Struktury te zostały bardzo dobrze poznane u tego gatunku. Łożyskowe połączenie wytworzone po przekształceniu się pęcherzyka żółtkowego ma nietypową kolumnową budowę – złożone jest z wielu śródmiąższowych komórek i pokryte jest licznymi długimi wyrostkami połączonymi z gęstą siecią naczyń włosowatych, które zapewniają dużą powierzchnię wymiany gazowej. W miejscu połączenia tkanek łożyska ze ścianą macicy występuje tzw. "trophonematal cup", przez który składniki odżywcze transportowane są z krwią matki do łożyska. Po trwającej 5–6 miesięcy ciąży samica rodzi od 6 do 18 młodych (zwykle 13). Liczba młodych zależy od rozmiarów matki – czym większa samica, tym liczniejszy miot. Na wielkość miotu wpływ mają także czynniki środowiskowe takie jak dostępność pokarmu czy temperatura. Na czas porodu samice wracają do płytkich przybrzeżnych wód. Noworodki mierzą 12–15 cm i od chwili narodzin potrafią swobodnie pływać i pobierać pokarm. Samice zachodzą w ciążę zwykle co rok. Szacuje się, że samce żyją około 5 lat, zaś samice około 6 lat.

## Relacje z ludźmi
Z uwagi na niewielkie rozmiary oraz brak informacji na temat ataków na ludzi rekin ten uznawany jest za niegroźnego dla człowieka. Gatunek ten jest ważnym elementem dla przemysłu rybołówstwa morskiego na całym obszarze występowania. Poławiany jest za pomocą pływających i stacjonarnych sieci skrzelowych, sieci przydennych, pułapek na ryby, włoków, takli oraz lin z haczykami. Największe znaczenie ma mięso, które jest spożywane lub stosowane jako przynęta dla innych ryb. Z uwagi na małe rozmiary płetwy nie mają większego znaczenia komercyjnego, choć wykorzystywane są do produkcji zupy z płetwy rekina. Z pozostałych fragmentów produkuje się mączkę rybną. Mięso przetwarzane jest również za pomocą kwasu octowego lodowatego w celu uzyskania sproszkowanego żelu, wykorzystywanego jako białkowy dodatek do produktów zbożowych, zagęszczacz żywności lub składnik kosmetyków i żelowych kapsułek farmaceutyków.
Pomimo dużego znaczenia ekonomicznego wciąż brakuje wystarczających danych na temat połowów tego rekina. Według raportu z 1996 roku S. laticaudus jest najczęściej występującym przybrzeżnym gatunkiem rekina w chińskich marketach. Duże znaczenie ryba ta ma u wybrzeży Indii i Pakistanu, gdzie w latach 1979–1981 poławiano ponad 823 tony rocznie. Znajdowana jest też często w formie przyłowu w wodach Indonezji (zwłaszcza u wybrzeży Kalimantanu). Międzynarodowa Unia Ochrony Przyrody uznała, że S. laticaudus jest gatunkiem bliskim zagrożenia (NT), lecz populacja jest w miarę stabilna i oporna na intensywne połowy z uwagi na stosunkowo krótki cykl rozrodczy, choć niską płodność. Poza możliwością przełowienia zagrożeniem dla tego gatunku jest również intensywny ekonomiczny i przemysłowy rozwój stref przybrzeżnych, co wpływa na degradacje naturalnych siedlisk tego rekina.